# Sébastien Izambard
Pour les articles homonymes, voir Izambard.
Sébastien Izambard (né à Paris, 7 mars 1973), est un chanteur, producteur de disques, compositeur, parolier et musicien autodidacte français. 
Il est membre du groupe Il Divo depuis 2003, groupe qui a vendu plus de 30 millions de disques à travers le monde. Le groupe a sorti le 9 février 2024 un album studio intitulé "XX" pour fêter leurs 20 ans de carrière (2004/2024). 
En 2000, un album solo est sorti intitulé « Libre ». Un second album solo « We came here to love » est sorti le 3 novembre 2017. Un 1er single du même titre est sorti en Octobre 2017. Un troisième album solo "From Seb with Love" est sorti le 28 septembre 2022. 

## Discographie

### Soliste

#### Albums studio
2017 : We came here to love. 
2022 ; From Seb with Love. 

#### Singles
- 2000 Libre
- 2000 Si tu savais
- 2001 J’T’en veux
- 2017 Kingdom come
- 2017 We came here to love
- 2022 Have I told you lately

### Il Divo
Pour un article plus général, voir Il Divo.

#### Albums Studio
2018 : Timeless
| 1.  | "Hola"                | Adele, Greg Kurstin                            | 4:50 |
| 2.  | "All of Me"           | David Tozer, Toby Gad, John Legend.            | 4:54 |
| 3.  | "Angels"              | Robbie Williams, Guy Chambers                  | 3:59 |
| 4.  | "Aquí Esperándote"    | Richard Marx, José Feliciano, Leonardo Schultz | 4:04 |
| 5.  | "Toi Et Moi"          | Alan Bergman, Marilyn Bergman, Marvin Hamlisch | 3:54 |
| 6.  | "Grazie Amore Mio"    | Carl Sigman, Francis Lai                       | 4:08 |
| 7.  | "Que Bonito Es Vivir" | George Douglas, George David Weiss             | 2:31 |
| 8.  | "Love Me Tender"      | Elvis Presley, Vera Matson                     | 3:14 |
| 9.  | "Unforgettable"       | Irving Gordon                                  | 3:23 |
| 10. | "Smile"               | Geoffrey Parsons, Charlie Chaplin, John Turner | 3:25 |
|     |                       |                                                |      |

2024 : XX (20th anniversary album)

### Compositeur
- 2011 Secret Codes And Battleships[1] de Darren Hayes
- 2010 Ramin[2] de Ramin Karimloo

### Producteur
- 2014 Hope For Isla and Jude
- 2024 coproducteur de la chanson « Laws Of Desire » chantée par Jason Gould, titre sorti le 26/01/2024
- Œuvres musicales

- 2002 Le Petit Prince (version studio)
- 2002 Le Petit Prince (version complète)